# Ricard III d'Anglaterra
Ricard III (2 d'octubre de 1452 - 22 d'agost de 1485) va ser rei d'Anglaterra des del 1483 fins a la seva mort. Va ser el darrer rei de la Casa de York, i la seva derrota a la batalla de Bosworth va marcar la culminació de la Guerra de les Dues Roses i la fi de la dinastia Plantagenet.
Després de la mort del seu germà, el rei Eduard IV, Ricard va governar durant uns mesos com a protector del seu nebot, el rei Eduard V, però va acabar tancant Eduard i el seu germà a la Torre de Londres i prengué el tron per a ell, fent-se coronar el 6 de juliol de 1483.
Durant el seu breu regnat hagué d'afrontar dues rebel·lions. La primera, el 1483, estava liderada per oponents d'Eduard IV encapçalats per Enric Stafford, el duc de Buckingham. La revolta va dissipar-se i Buckingham fou executat. Però el 1485 una nova revolta, liderada per Enric Tudor i recuperant la causa lancastriana, s'enfrontà a ell a la batalla del Camp de Bosworth. Ricard III va caure, convertint-se en l'últim rei Plantagenet i l'últim monarca anglès a morir en batalla.

## Biografia

### Infància
Ricard va néixer al Castell de Fotheringhay, a Northamptonshire. Era el vuitè i darrer fill de Ricard Plantagenet i Cecília Neville, i el quart que va arribar a l'edat adulta. Ricard va passar la major part de la seva infància al Castell de Middleham sota la tutela del seu cosí Ricard Neville, el 16è comte de Warwick. Allí coneixeria a la filla de Warwick Anna Neville, amb qui s'acabaria casant.
Com a descendent de les branques dels York i dels Mortimer de la casa reial dels Plantagenet, el seu pare aspirava al tron d'Anglaterra. La guerra que s'esdevingué entre els York i la casa regnant dels Lancaster s'anomenà la Guerra de les Dues Roses. Quan el seu pare i el seu germà gran Edmund van morir a la Batalla de Wakefield, Ricard era encara un nen.

### Regnat d'Eduard IV
El segon dels germans, Eduard, aconseguí acabar amb la casa Lancaster i pujà al tron. Durant el regnat del seu germà Ricard va demostrar lleialtat i habilitats com a comandant. Va ser recompensat amb extenses terres al nord d'Anglaterra, i els títols de Duc de Gloucester i Governador del Nord, convertint-se en el noble més poderós i ric del regne. En canvi l'altre germà del rei, Jordi Plantagenet, va ser executat per traïció.

### Ascensió al tron
A la mort d'Eduard IV, el 9 d'abril del 1483, Ricard quedà a càrrec dels seus dos nebots: el nou rei Eduard V, de 12 anys, i Ricard de Shrewsbury, de 9. Al cap d'uns mesos va fer arrestar i executar alguns consellers acusant-los de planejar l'assassinat d'Eduard V, i poc després feu traslladar a Eduard i Ricard a la Torre de Londres justificant-ho com una mesura per garantir la seguretat dels dos nens. Ni Eduard ni Ricard van ser mai més vistos.
El 22 de juny del 1483 davant de la Catedral de Sant Pau es llegí una declaració de Ricard en la qual assumia el tron d'Anglaterra basant-se en el fet que el matrimoni d'Eduard IV havia estat il·legítim i que, en conseqüència, els dos nens eren bastards i ell era l'hereu de la corona. La proclamació tenia el suport d'una acta del Parlament que constatava, d'acord amb el testimoni d'un bisbe, que Eduard s'havia casat en secret amb Elionor Butler abans de casar-se amb Elisabet Woodville, invalidant el segon matrimoni.
El 6 de juliol de 1483 Ricard fou coronat a l'Abadia de Westminster com a Ricard III.

### Mort al Camp de Bosworth

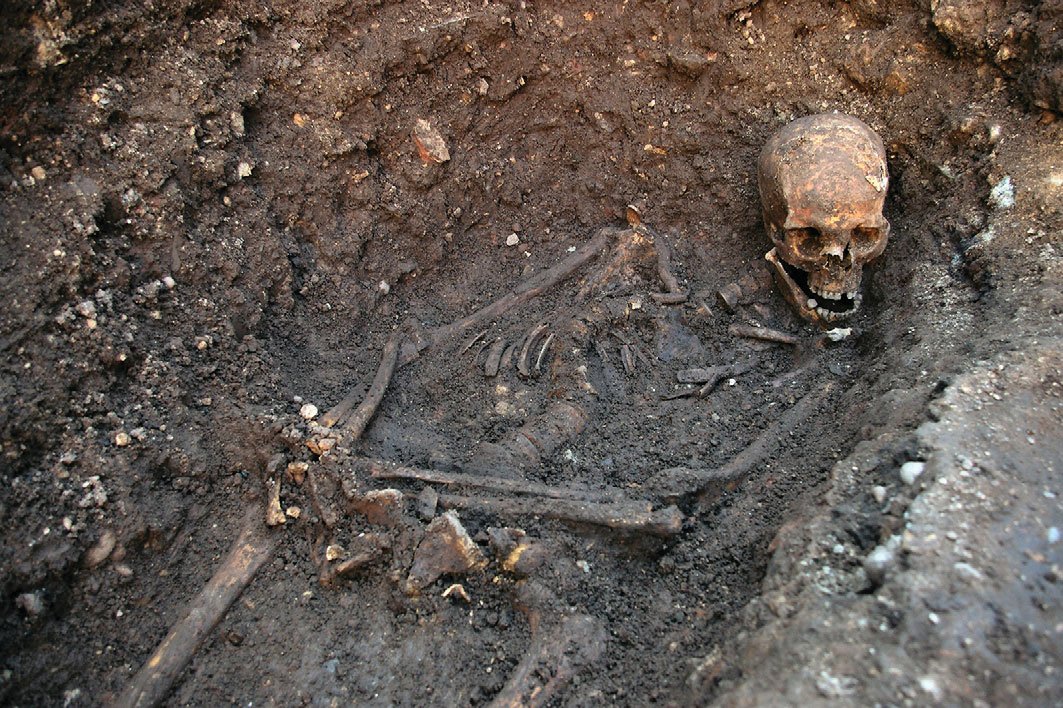

El 22 d'agost de 1485 Ricard va plantar cara als rebels lancastrians d'Enric Tudor a la batalla del Camp de Bosworth. Durant la batalla lord Thomas Stanley, comte de Derby, el seu germà sir William Stanley, i Henry Percy, comte de Northumberland, van abandonar Ricard i canviaren de bàndol. La traïció va afectar significativament la sort de la batalla.
Les cròniques diuen que el rei Ricard va lluitar amb valentia durant el combat: quan veié que l'enemic era més nombrós va liderar una càrrega directa, fent caure un campió reputat, matant el porta-estendards d'Enric i estant a punt d'arribar al mateix Enric abans de ser envoltat i mort.
També s'explica que el cos despullat de Ricard va ser passejat pels carrers abans de ser enterrat a l'església dels framenors a Leicester. Enric esdevingué Enric VII d'Anglaterra i es va assegurar la successió casant-se amb l'hereva de la Casa de York: Elisabet de York.
El mes de setembre de l'any 2012 es van descobrir, en un aparcament de Leicester, les restes d'un cos humà. Davant la possibilitat raonable que fossin del rei Ricard III, se'n va iniciar l'estudi. El 4 de febrer de 2013 la Universitat de Leicester va fer públic que l'anàlisi d'ADN havia constatat que les despulles eren les del rei. La reconstrucció del cos, d'altra banda, també va evidenciar que el Ricard III patia escoliosi quan va morir. Finalment, el juny de 2014 es va decidir que les despulles del rei fossin enterrades definitivament a la catedral de Leicester.

## Llegat
Ricard III ha estat considerat durant molt temps un rei cruel i deformat, que va usurpar el tron dels seus nebots i els va fer matar. Aquesta imatge s'ha vist reforçada per l'obra de Shakespeare Ricard III. Els historiadors moderns rebutgen moltes de les acusacions, que provenen de la història transmesa pels vencedors.
Per exemple, els textos transmesos pels Tudor on se'l descrivia com a geperut, amb el llavi torçat i una mà morta no semblen tenir cap base real, i són fruit d'un temps que s'associava la deformitat física amb un caràcter malvat. Tot i això, encara ara és conegut com a "Ricard Crookback" (esquena corbada). L'any 2013, però, s'identificaren les restes del rei, que evidenciaven que Ricard III patia escoliosi quan va morir, un fet que donaria una certa credibilitat a aquesta descripció.
Els defensors de Ricard també al·leguen que el fet que usurpés el tron dels seus nebots es podria considerar com una necessitat en temps de guerra (ja que un noi de difícilment hauria estat el líder necessari per combatre a la Guerra de les Dues Roses), i a més a més també cal considerar la possibilitat que l'acusació d'il·legitimitat dels fills d'Eduard IV fos verídica (o com a mínim que no fos una fabricació del mateix Ricard). Sobre l'assassinat dels prínceps, Ricard és tan sols un dels sospitosos i el cert és que d'altres candidats com el Duc de Buckingham o el mateix Enric Tudor també han de ser tinguts en compte.
Al segle xx es va establir la Societat Ricard III, el propòsit de la qual és netejar el nom del seu patró i discernir la veritat de les difamacions escampades posteriorment.
Durant el seu govern al nord d'Anglaterra va organitzar el Consell del Nord, que va millorar notablement les condicions de la zona que anteriorment no tenia activitat econòmica independent de Londres.

## Família

### Avantpassats

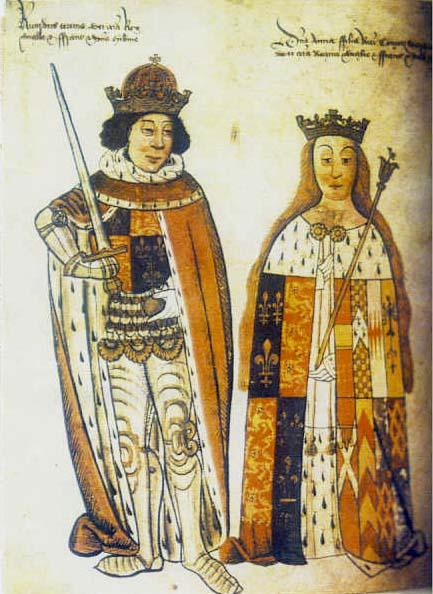
Ricard III i Anna Neville

|  |                                                |  |  |  |  |  |  |  |  |  |  |  |  |  |  |  |
|  | 8. Edmund de Langley, 1r duc de York           |  |  |  |  |  |  |  |  |  |  |  |  |  |  |  |
|  |                                                |  |  |  |  |  |  |  |  |  |  |  |  |  |  |  |
|  |                                                |  |  |  |  |  |  |  |  |  |  |  |  |  |  |  |
|  | 4. Ricard de Conisburgh, 3r comte de Cambridge |  |  |  |  |  |  |  |  |  |  |  |  |  |  |  |
|  |                                                |  |  |  |  |  |  |  |  |  |  |  |  |  |  |  |
|  |                                                |  |  |  |  |  |  |  |  |  |  |  |  |  |  |  |
|  | 9. Isabel de Castella                          |  |  |  |  |  |  |  |  |  |  |  |  |  |  |  |
|  |                                                |  |  |  |  |  |  |  |  |  |  |  |  |  |  |  |
|  |                                                |  |  |  |  |  |  |  |  |  |  |  |  |  |  |  |
|  | 2. Ricard Plantagenet, 3r duc de York          |  |  |  |  |  |  |  |  |  |  |  |  |  |  |  |
|  |                                                |  |  |  |  |  |  |  |  |  |  |  |  |  |  |  |
|  |                                                |  |  |  |  |  |  |  |  |  |  |  |  |  |  |  |
|  | 10. Roger Mortimer, 4t comte de March          |  |  |  |  |  |  |  |  |  |  |  |  |  |  |  |
|  |                                                |  |  |  |  |  |  |  |  |  |  |  |  |  |  |  |
|  |                                                |  |  |  |  |  |  |  |  |  |  |  |  |  |  |  |
|  | 5. Anna de Mortimer                            |  |  |  |  |  |  |  |  |  |  |  |  |  |  |  |
|  |                                                |  |  |  |  |  |  |  |  |  |  |  |  |  |  |  |
|  |                                                |  |  |  |  |  |  |  |  |  |  |  |  |  |  |  |
|  | 11. Alianore d'Holanda                         |  |  |  |  |  |  |  |  |  |  |  |  |  |  |  |
|  |                                                |  |  |  |  |  |  |  |  |  |  |  |  |  |  |  |
|  |                                                |  |  |  |  |  |  |  |  |  |  |  |  |  |  |  |
|  | 1. Ricard III d'Anglaterra                     |  |  |  |  |  |  |  |  |  |  |  |  |  |  |  |
|  |                                                |  |  |  |  |  |  |  |  |  |  |  |  |  |  |  |
|  |                                                |  |  |  |  |  |  |  |  |  |  |  |  |  |  |  |
|  | 12. Joan Neville, 3r baró Neville de Raby      |  |  |  |  |  |  |  |  |  |  |  |  |  |  |  |
|  |                                                |  |  |  |  |  |  |  |  |  |  |  |  |  |  |  |
|  |                                                |  |  |  |  |  |  |  |  |  |  |  |  |  |  |  |
|  | 6. Raül de Neville, 1r comte de Westmorland    |  |  |  |  |  |  |  |  |  |  |  |  |  |  |  |
|  |                                                |  |  |  |  |  |  |  |  |  |  |  |  |  |  |  |
|  |                                                |  |  |  |  |  |  |  |  |  |  |  |  |  |  |  |
|  | 13. Matilde Percy                              |  |  |  |  |  |  |  |  |  |  |  |  |  |  |  |
|  |                                                |  |  |  |  |  |  |  |  |  |  |  |  |  |  |  |
|  |                                                |  |  |  |  |  |  |  |  |  |  |  |  |  |  |  |
|  | 3. Cecília Neville                             |  |  |  |  |  |  |  |  |  |  |  |  |  |  |  |
|  |                                                |  |  |  |  |  |  |  |  |  |  |  |  |  |  |  |
|  |                                                |  |  |  |  |  |  |  |  |  |  |  |  |  |  |  |
|  | 14. Joan de Gant, 1r duc de Lancaster          |  |  |  |  |  |  |  |  |  |  |  |  |  |  |  |
|  |                                                |  |  |  |  |  |  |  |  |  |  |  |  |  |  |  |
|  |                                                |  |  |  |  |  |  |  |  |  |  |  |  |  |  |  |
|  | 7. Joana Beaufort, comtessa de Westmorland     |  |  |  |  |  |  |  |  |  |  |  |  |  |  |  |
|  |                                                |  |  |  |  |  |  |  |  |  |  |  |  |  |  |  |
|  |                                                |  |  |  |  |  |  |  |  |  |  |  |  |  |  |  |
|  | 15. Caterina Swynford                          |  |  |  |  |  |  |  |  |  |  |  |  |  |  |  |
|  |                                                |  |  |  |  |  |  |  |  |  |  |  |  |  |  |  |
|  |                                                |  |  |  |  |  |  |  |  |  |  |  |  |  |  |  |

### Núpcies i descendència
Després de la decisiva victòria dels York a la Batalla de Tewkesbury, el 12 de juliol del 1472, Ricard va casar-se amb la jove filla del comte de Warwick, Anna Neville. El primer marit d'Anna havia estat Eduard de Westminster, el fill i hereu d'Enric VI que precisament havia mort lluitant pels Lancaster a Tewkesbury.
Un any després Ricard i Anna van tenir el seu únic fill: Eduard Plantagenet, també conegut com a Eduard de Middleham. El príncep va morir el 9 d'abril del 1484, poc després de la coronació del seu pare. Anna va morir l'any després, de manera que quan Ricard va caure lluitant contra els Lancastrians al Camp de Bosworth era ja un vidu sense descendència legítima.

## Representacions en la ficció
- La representació més famosa de Ricard III és la de l'obra epònima de William Shakespeare. Hi apareix com un geperut lleig i ambiciós capaç de qualsevol cosa per aconseguir el poder. L'obra comença amb l'ascensió al tron del seu germà Eduard IV, i la conspiració de Ricard contra l'honor i la vida del germà d'ambdós (Jordi) que és al davant seu en l'ordre de successió. També manipula Anna Neville per casar-s'hi demostrant grans dots per a l'engany. Quan el seu germà mor, usurpa el tron al seu nebot Eduard V, ordenant-ne l'empresonament i l'assassinat d'ell i el seu germà. L'obra acaba amb la batalla de Bosworth, on abans de morir Ricard cau del cavall i recita l'exclamació més coneguda de l'obra (i sovint atribuïda al personatge històric real): "Un cavall! Un cavall! El meu regne per un cavall!"
- La primera part de la sèrie de televisió anglesa l'Escurçó Negre està escrita des del punt de partida quan Ricard III va vèncer Enric Tudor al Camp de Bosworth, però va ser mort accidentalment per Edmund Blackadder (Rowan Atkinson), el fill d'un adult Ricard de Shrewsbury, que seria coronat com a Ricard IV. A l'últim episodi, Enric Tudor usurpa el tron i reescriu la història que ha arribat en l'actualitat.